# Smells Like Nirvana
Smells Like Nirvana è un brano musicale di "Weird Al" Yankovic, pubblicato nell'aprile 1992 come singolo estratto dall'album Off the Deep End.

## Significato
Si tratta di una parodia della canzone Smells Like Teen Spirit dei Nirvana, una satira verso il modo di suonare del gruppo, che prende di mira soprattutto il leader della band, ovvero Kurt Cobain e la sua scarsa capacità di rendersi comprensibile nel canto.
Nella canzone si possono sentire dei riferimenti ad altri artisti ("We don't sound like Madonna, here we are now, we're Nirvana").

## Tracce
Versione statunitense
1. Smells Like Nirvana – 3:42
2. Waffle King – 4:26

Versione britannica
1. Smells Like Nirvana – 3:42
2. Triger Happy – 3:46
3. Waffle King – 4:26

Versione canadese
1. Smells Like Nirvana – 3:42
2. Smells Like Nirvana – 4:47 – assolo alternativo

## Il video
Il video è la parodia del video di Smells Like Teen Spirit.
Come nel video della canzone dei Nirvana, è ambientato in una high school e si può vedere "Weird Al" Yankovic interpretare la parte di Kurt Cobain, mentre Steve Jay interpreta Krist Novoselic e Jon Schwartz interpreta Dave Grohl.
Nel video appaiono anche Dick Van Patten e Rudy Larosa, in cui riprende il ruolo del bidello del video originale dei Nirvana.
Il video andò in nomination agli MTV Video Music Awards nel 1992 nella categoria "Best Male Video", ma non vinse.

## Classifiche
| Classifica (1992)                     | Posizione massima |
| ------------------------------------- | ----------------- |
| Australian ARIA Singles Chart         | 24                |
| Official Singles Chart                | 58                |
| U.S. Billboard Hot 100                | 35                |
| U.S. Billboard Hot 100 Singles Sales  | 12                |
| U.S. Billboard Mainstream Rock Tracks | 35                |